# Sergejus Slyva
Sergejus Slyva est un arbitre international de football et de football de plage lituanien, né le 10 octobre 1980 à Kaunas.
Il est également directeur sportif. 